# تیام

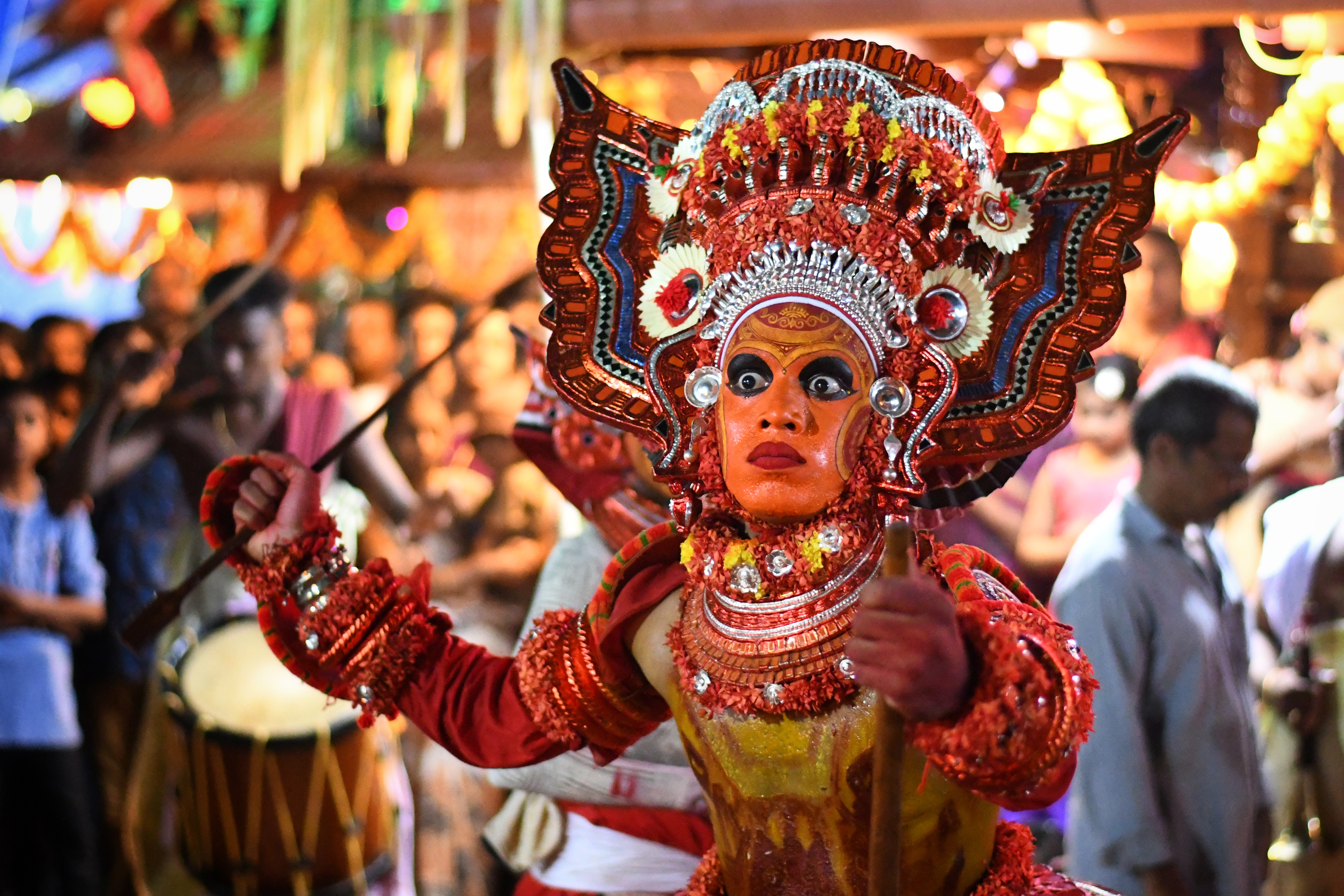
تیام در کرالا

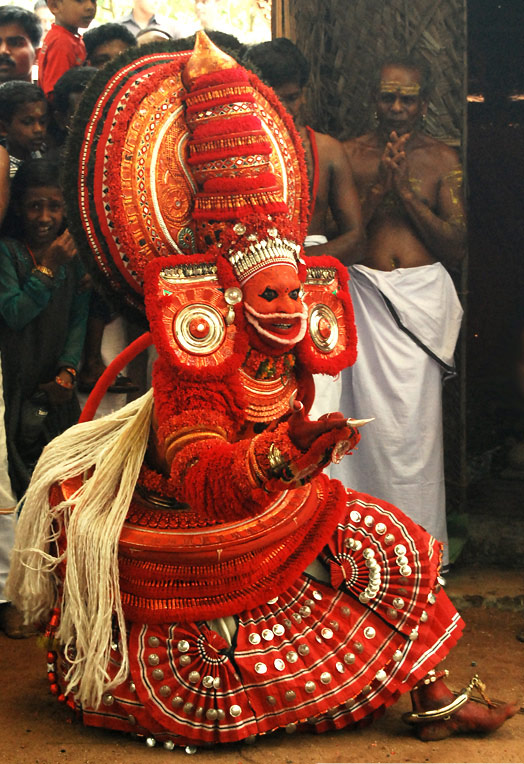
بالی تیام در پیانور

تیام (Theyyam, Teyyam , Theyam , Theyyattam) یک نوع آیین محبوب پرستش در کرالا و کارناتاکا، در کشور هندوستان است.
این مراسم که ریشه‌ای چند هزار ساله دارد، توسط اجراکنندگانی انجام می‌شود که همگی متعلق به طبقهٔ زیردستی در طبقه‌بندی اجتماعی کاست، من‌جمله «مالایان، ولان، ونان و پروانان» هستند.
مردان این مناطق تیام را به عنوان راهی برای رسیدن به خدا می‌دانند و از این رو از تیام رزق می‌جویند. این مراسم‌ها فقط در معبد Thekkumbad Kulom انجام می‌شود.
در کرالا، آیین تیام عمدتاً در منطقه کلاتونادو (شامل نواحی کاسرگود، کنور، قسمت‌هایی از وایاناد و وتکرا و کوژیکود امروزی) و همچنین در کارناتاکا در کانارای جنوبی و کوداگو برگزار می‌شود. یک رسم مشابه در منطقه منگلور در نزدیکی کارناتاکا معروف به بوتاکولا، وجود دارد.

## نگارخانه

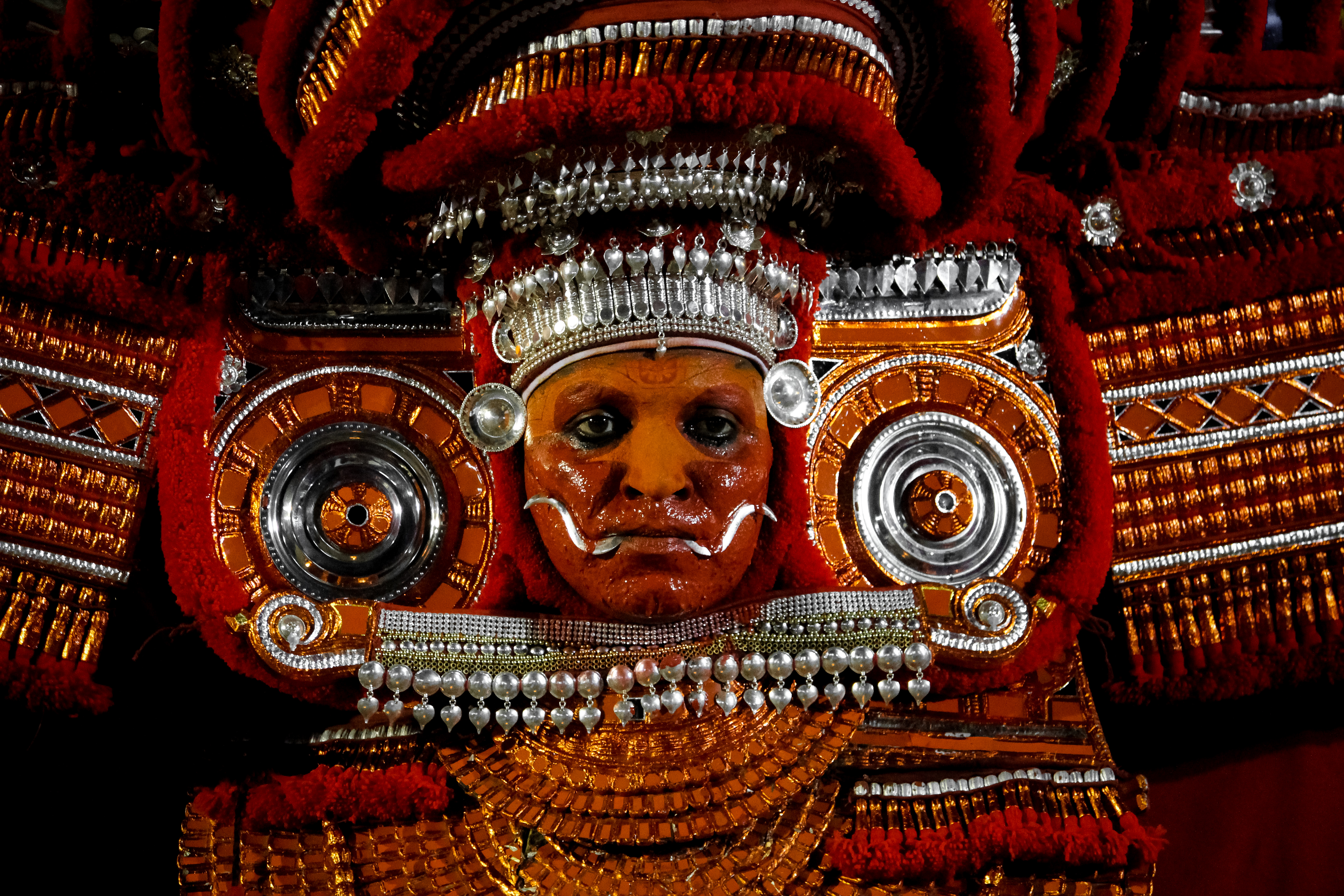
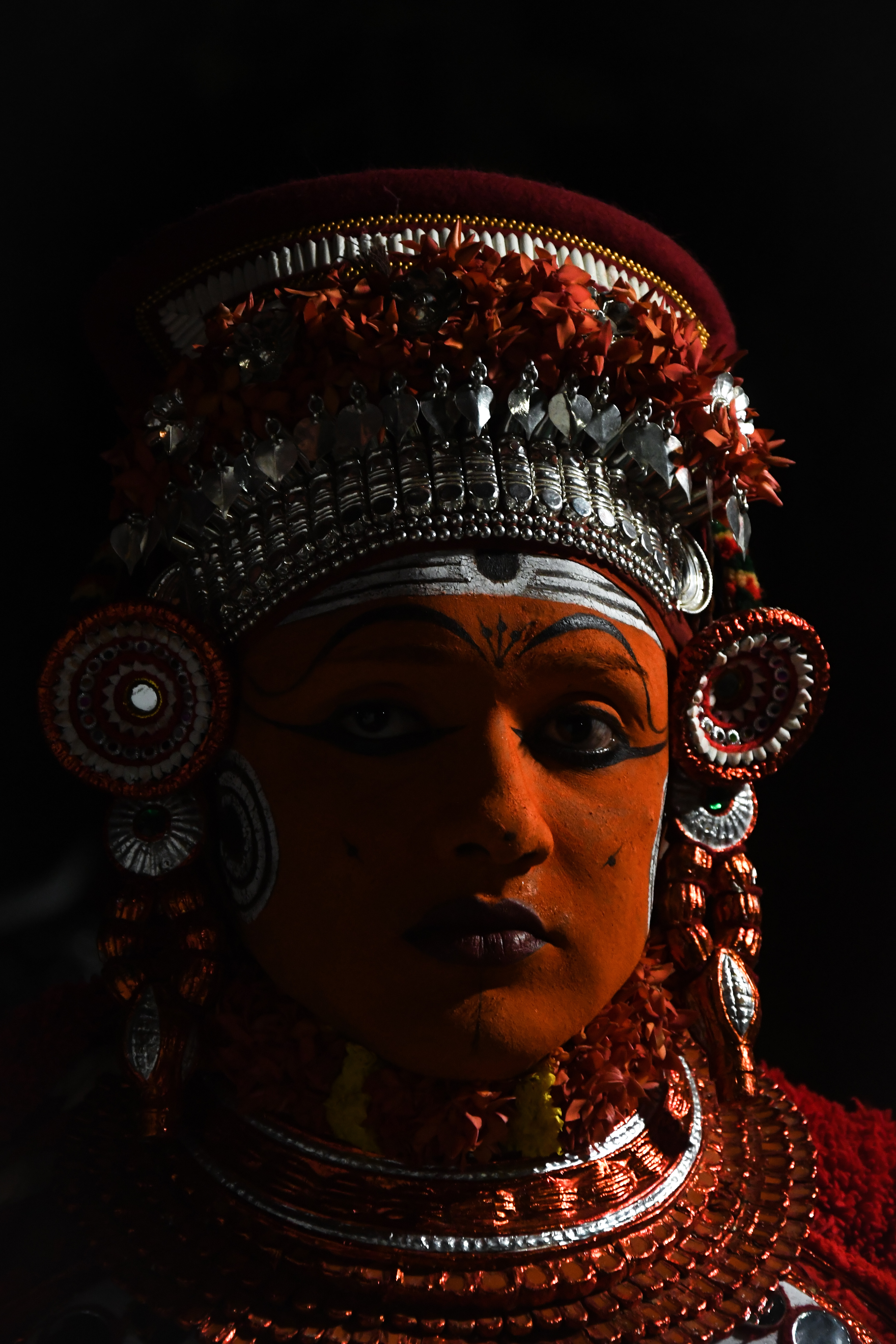
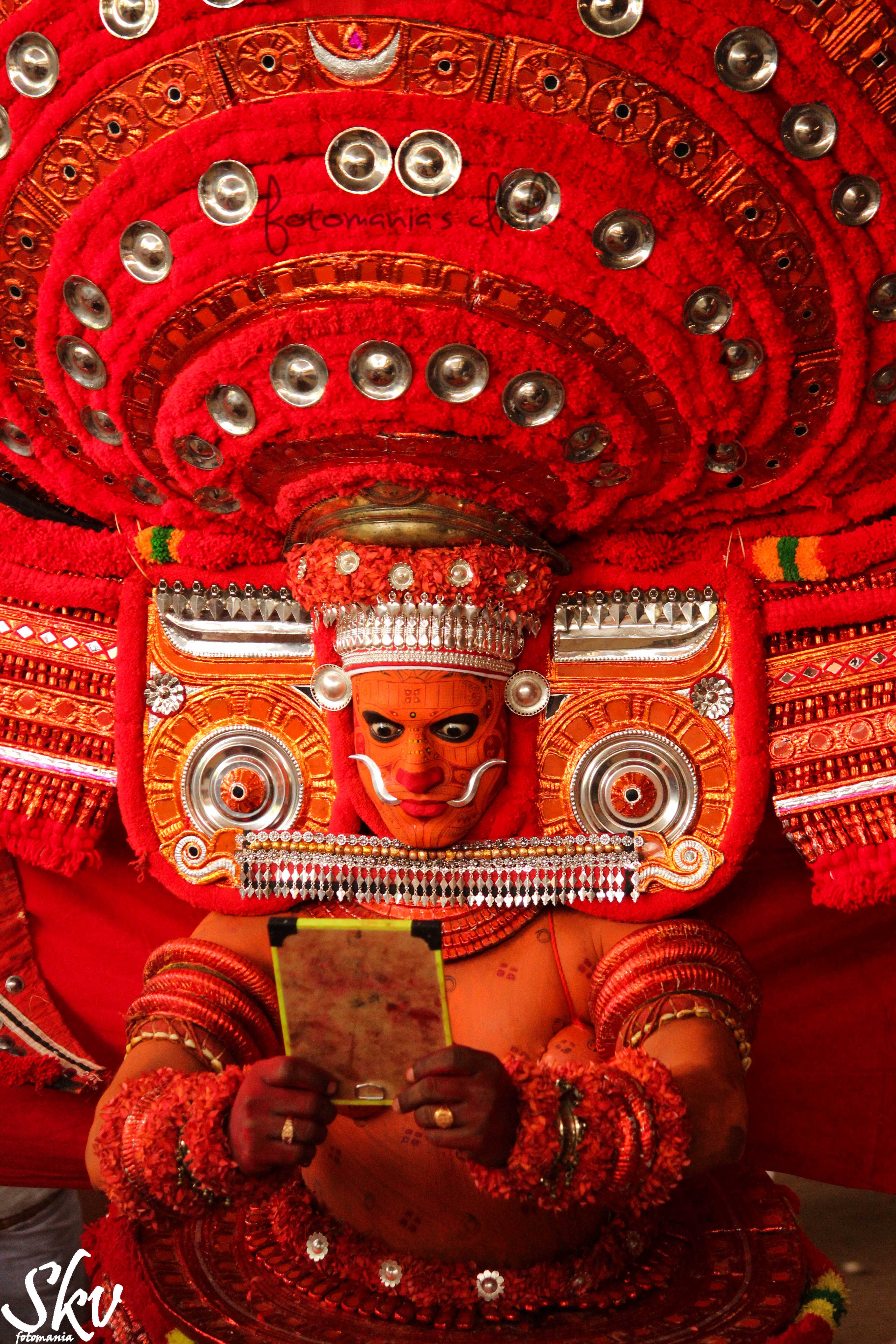
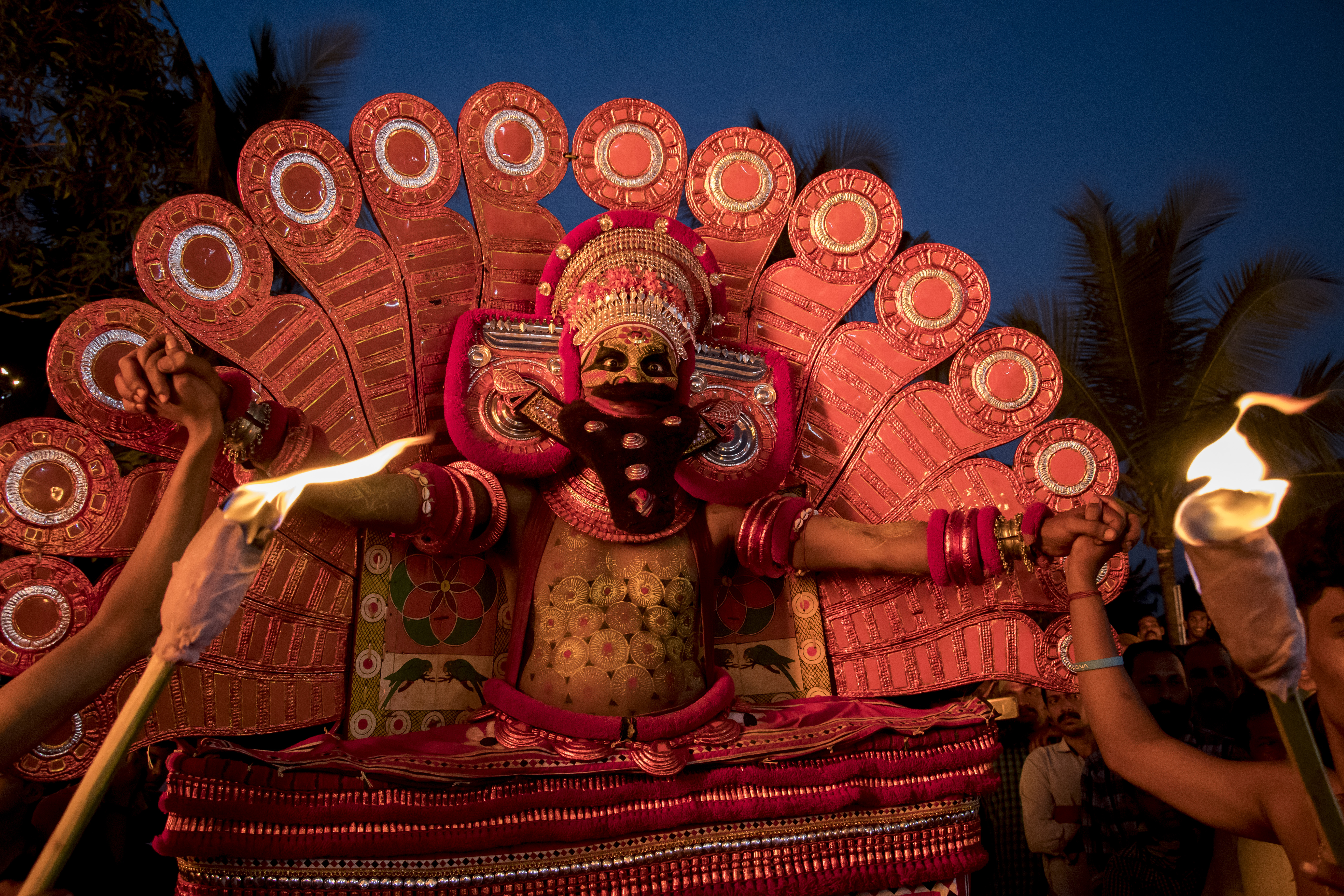
Pullivettaykkorumakan
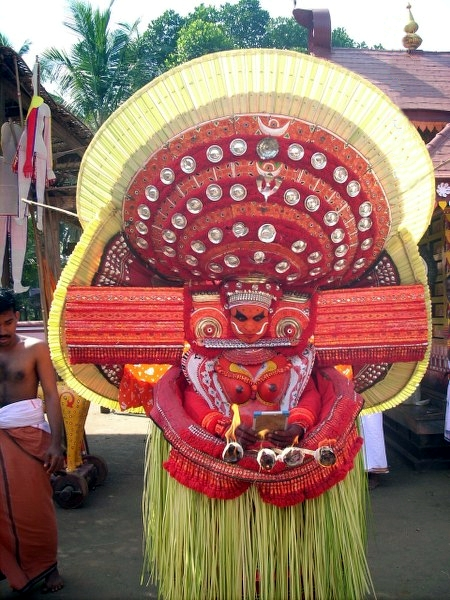
Bhagavathi
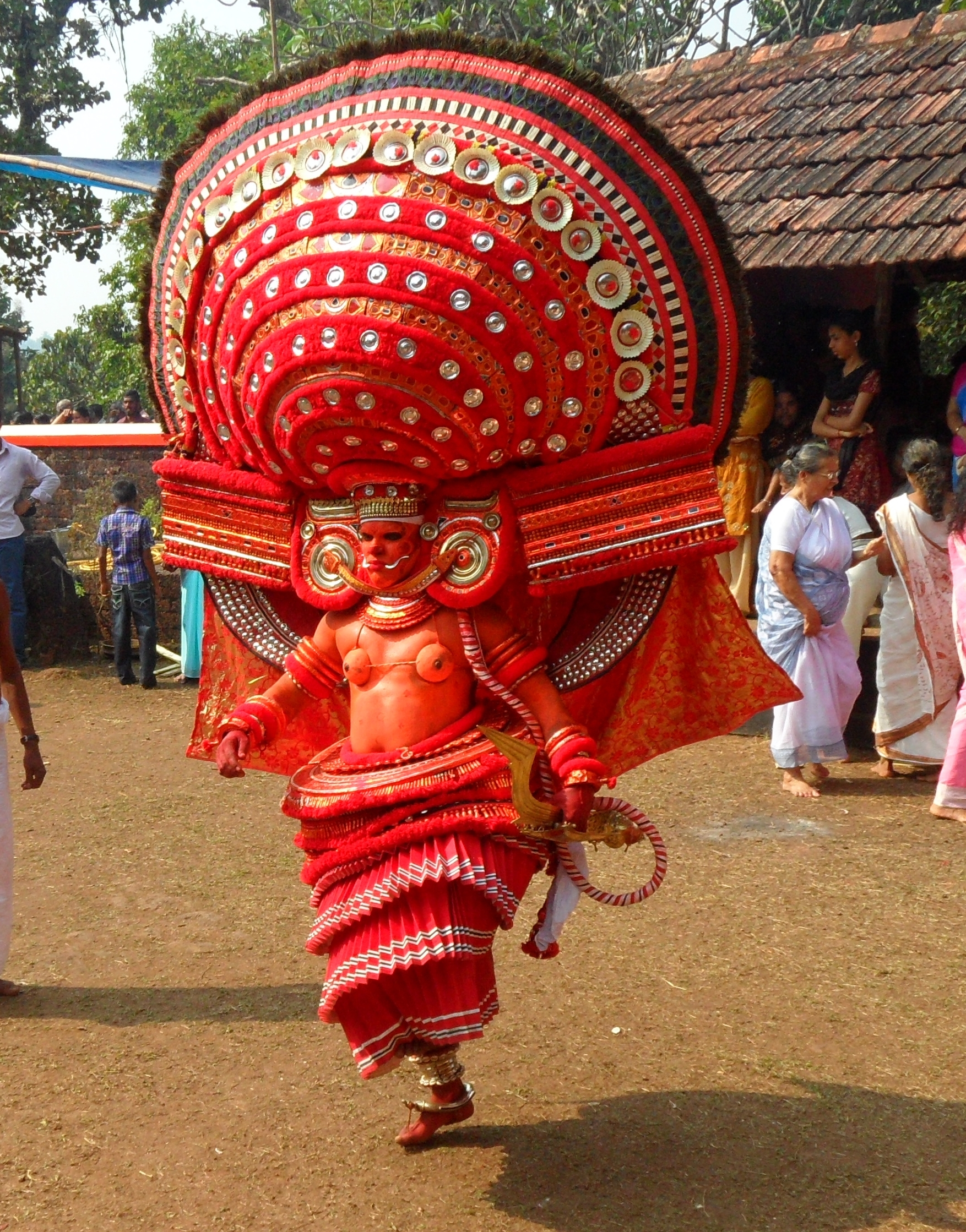
Puliyoor kaali
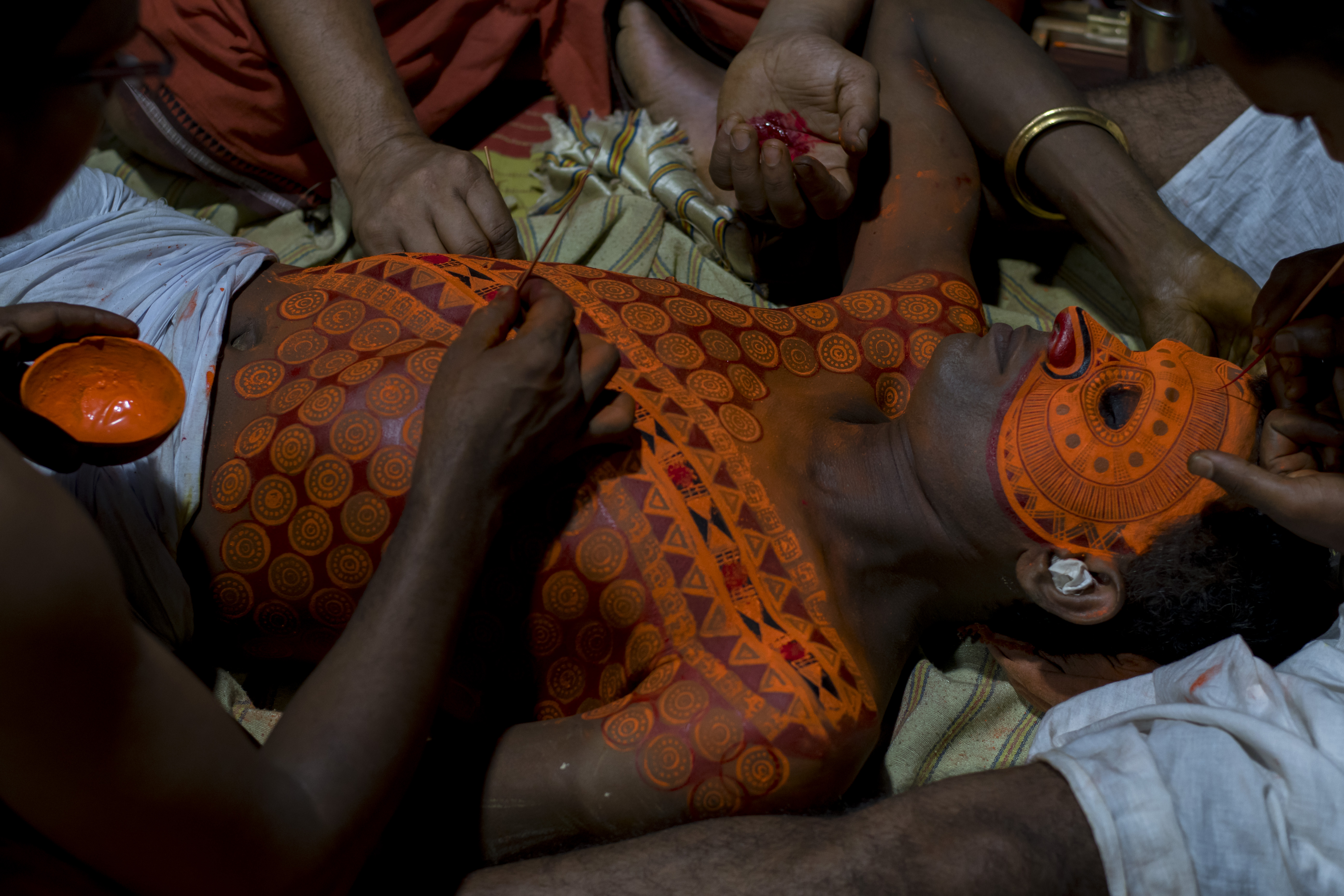
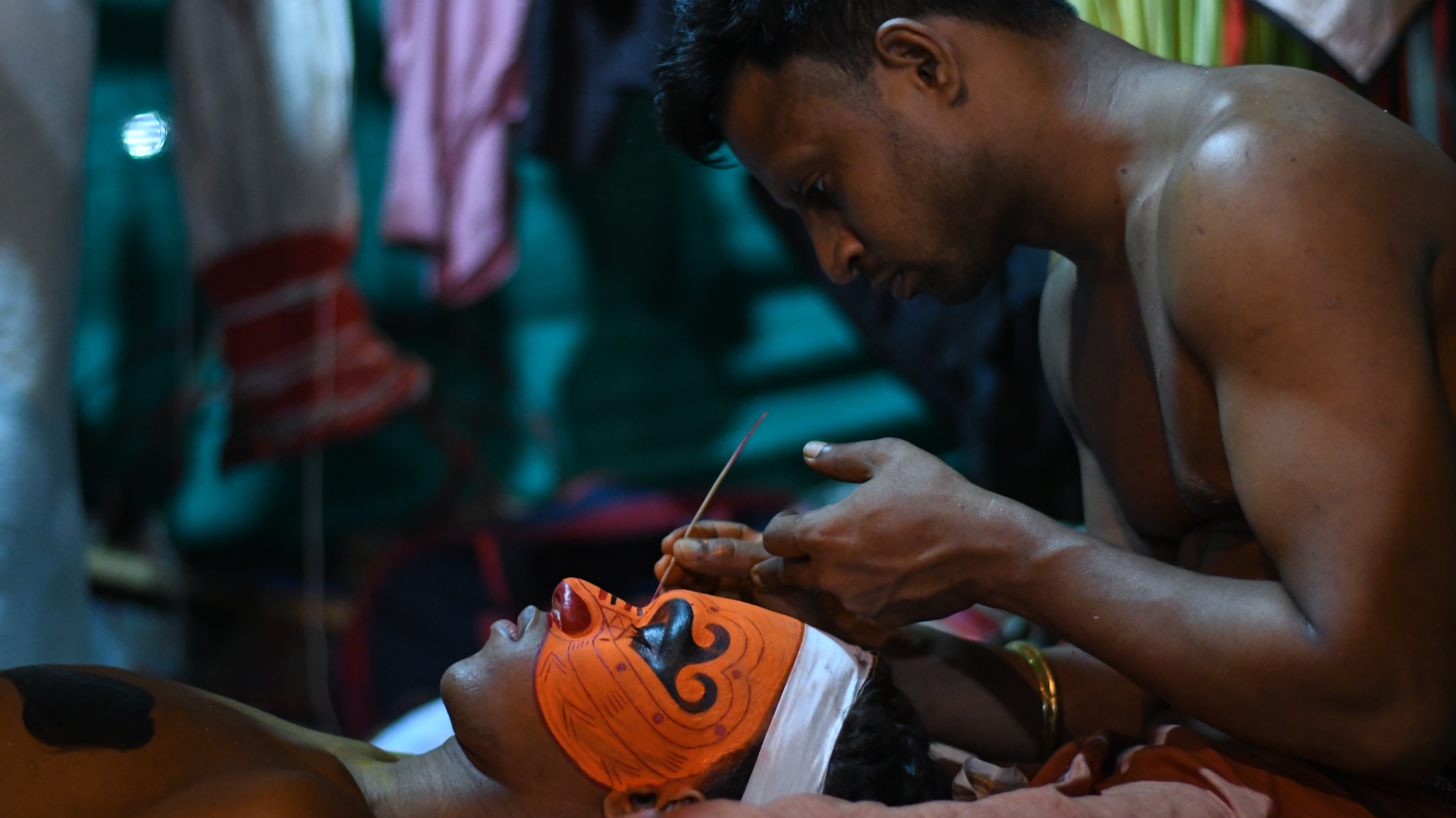
make-up
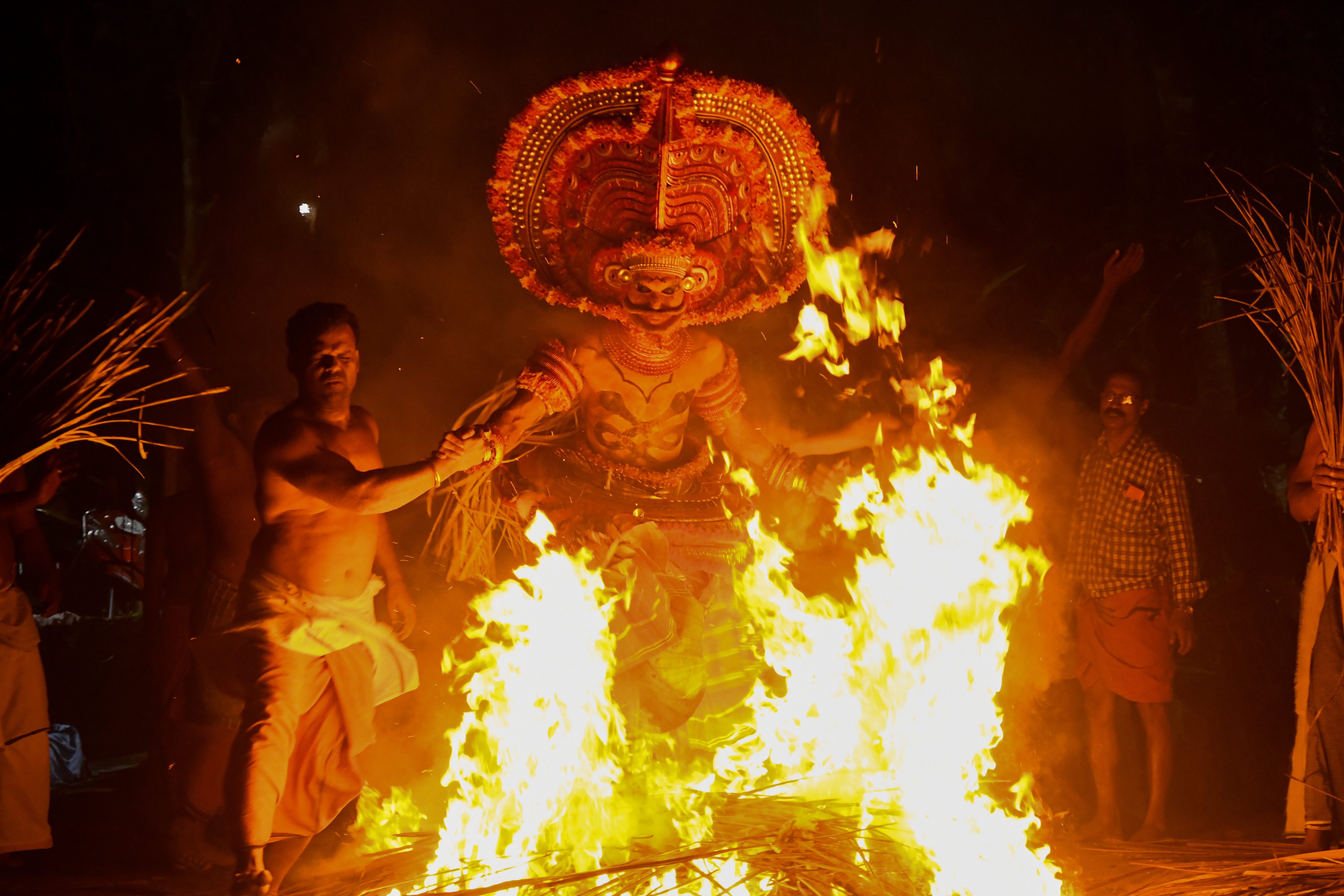
Kandanaarkelan Theyyam
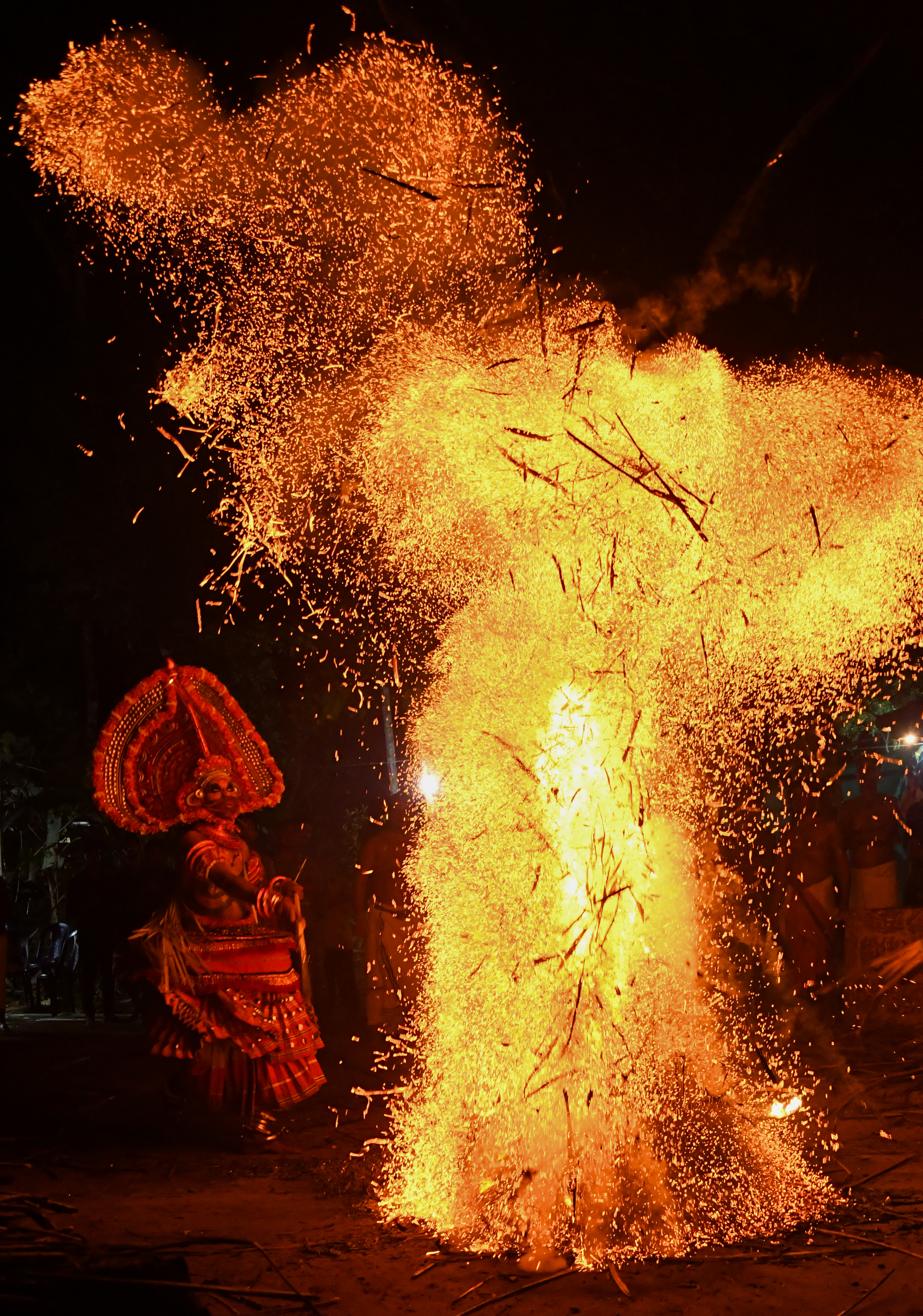
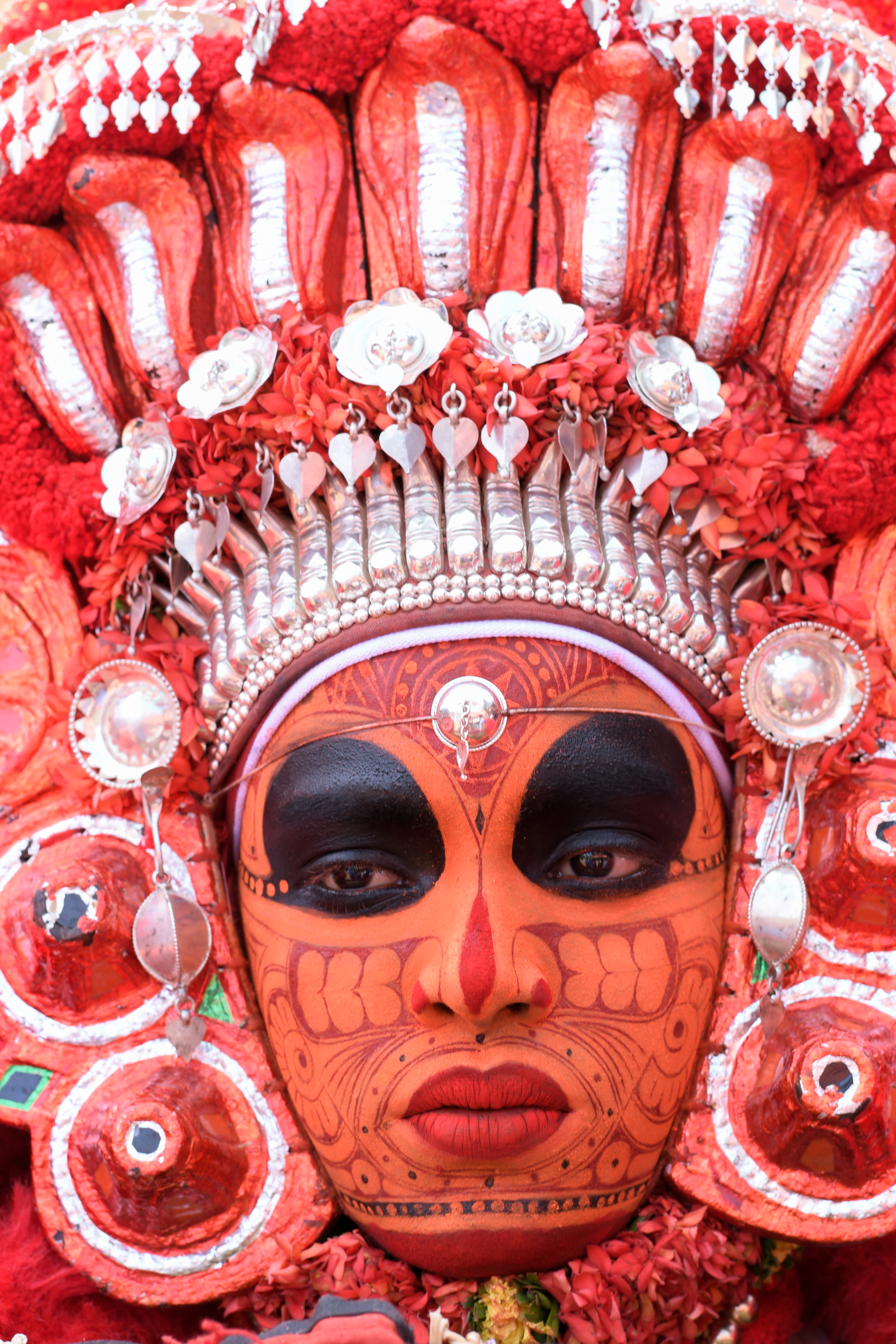
Vishnumoorthi
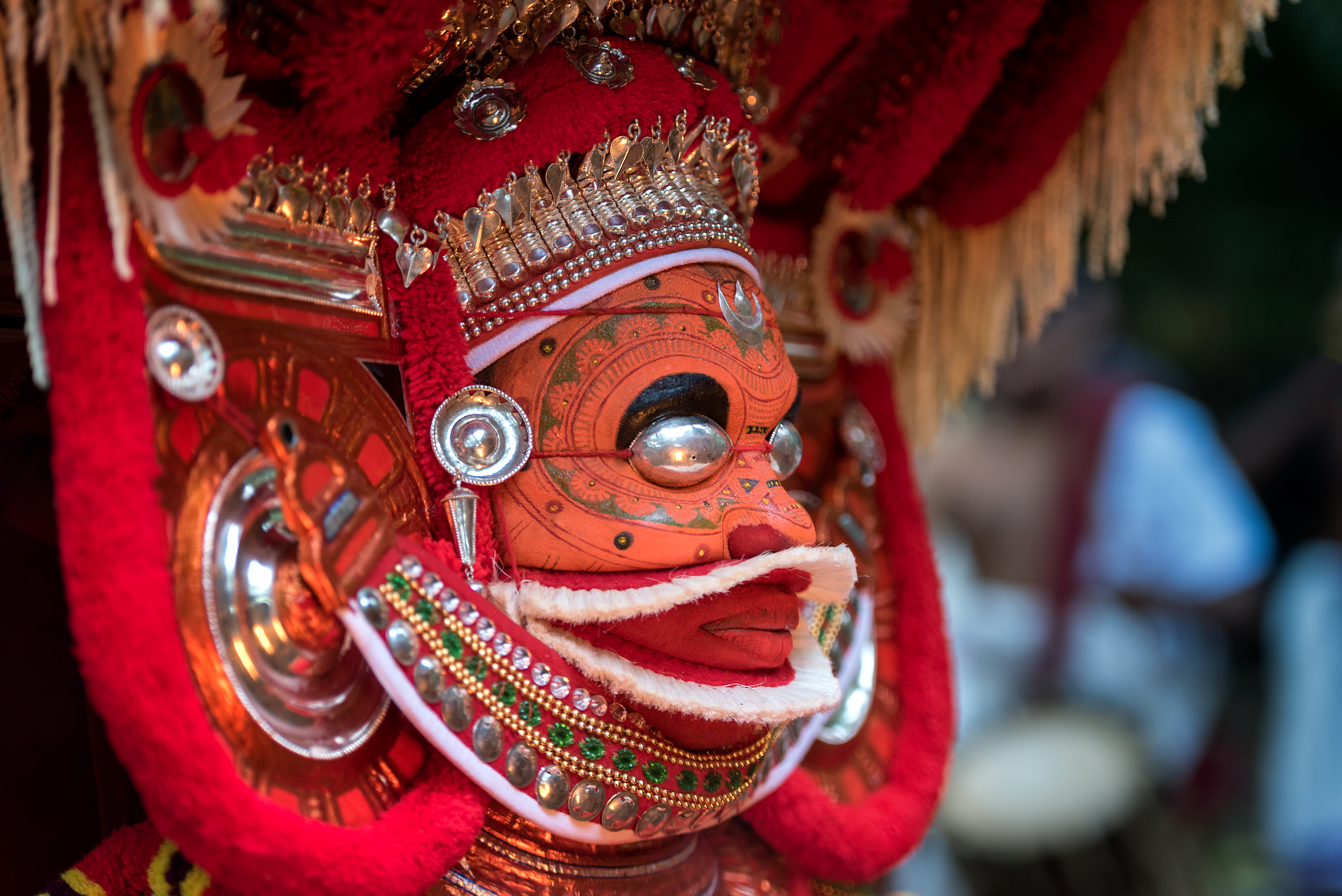
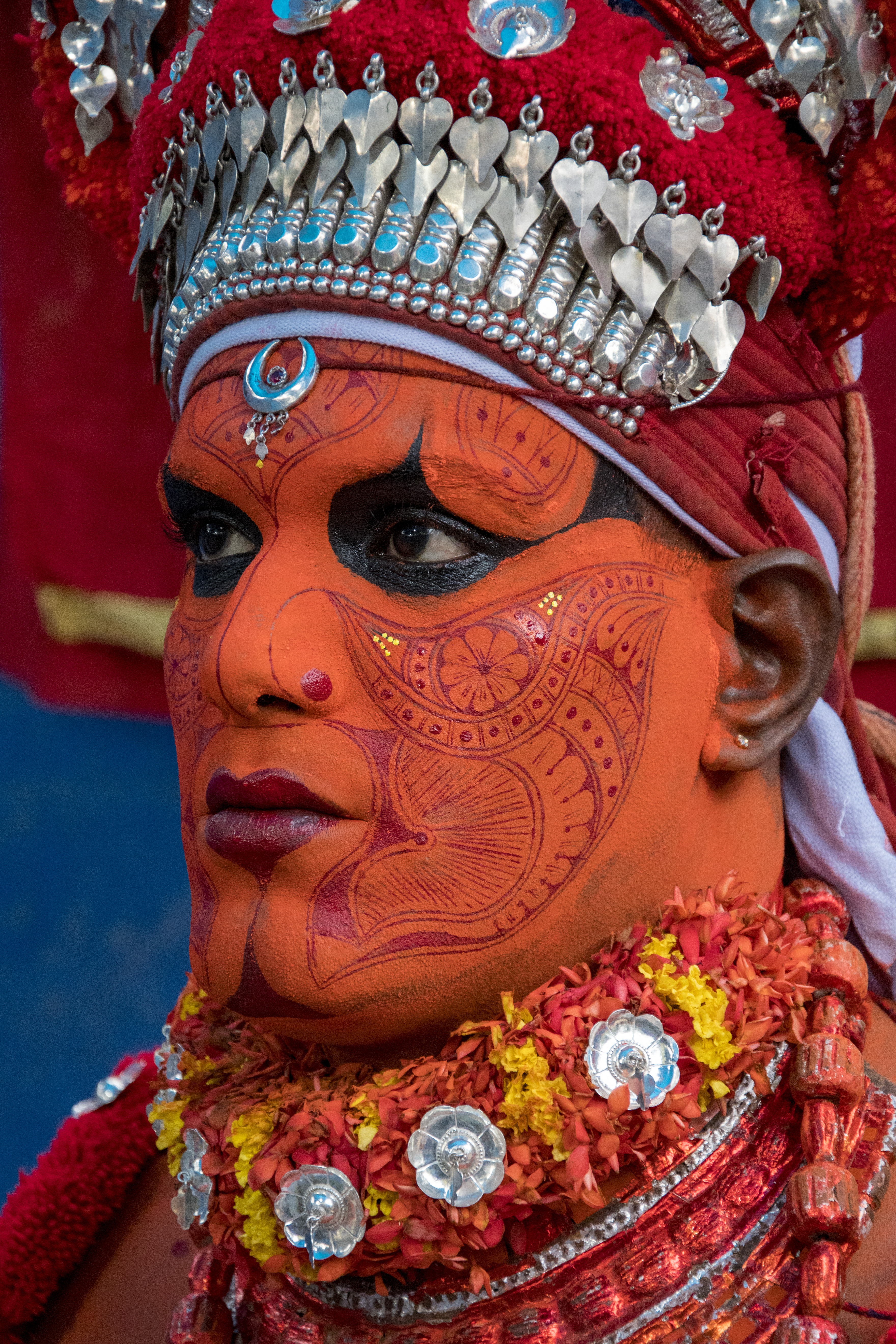